# Bangolan jezik
Bangolan jezik (ISO 639-3: bgj), nigersko-kongoanski jezik skupine wide grassfields, kojim govori 13 500 ljudi (2000) u kamerunskoj provinciji Northwest.
Najsrodniji je bambalangu [bmo] s kojim pripada podskupini nun jezika. U upotrebi je i kamerunski pidžin [wes]. Pripadnici etničke grupe Bangolan sebe nazivaju Ngbangle, dok svoj jezik zovu songnungbangle.

## Vanjske poveznice
- Ethnologue (14th)
- Ethnologue (15th)